# Nationaal Park Babia Góra
Nationaal Park Babia Góra (Pools: Babiogórski Park Narodowy) ligt in het zuiden van Polen op de grens met Slowakije ongeveer 30 kilometer ten westen van de Tatra. Het park is in 1955 opgericht en heeft een oppervlakte van 17,34 km². Daarvan is 10,61 km² (61,2 %) aangewezen als strikt reservaat. Het gebied is sinds 1977 toegevoegd aan de lijst van biosfeerreservaten onder UNESCO's Mens- en Biosfeerprogramma (MAB).
Góra is Pools voor berg. Het gebied ligt in het meest westelijke deel van de Beskiden. In het gebied kun je restanten aantreffen van het oerbos der Karpaten. De verschillende bostypen daar zijn beukenbos (Dentario glandulosae-Fagetum), dennenbos (Galio-Abietum) of gemengd naaldbomenbos (Abieti-Pieceetum). Omdat de bodem uit makkelijk afbreekbaar zandsteen bestaat, vind je in de valleien een dikke humuslaag, soms met een turfachtig karakter. De zone met deze bossen strekt zich uit tot ongeveer 1150 m. Omdat de hoogste top van de Babia Góra, de ‘Diablak’, op 1725 m ligt, vind je er verschillende vegetatiezones, met een zone van bergdennen (Pinus mugo) tot 1.650 m. De Beskidenhoofdroute loopt door het park.

## Toppen
- Babia Góra (Diablak - 1.725 m)
- Mała Babia Góra (Cyl - 1.517 m)
- Sokolica (1.367 m)
- Gówniak (1.619 m)
- Kępa (1.521 m)

## Afbeeldingen

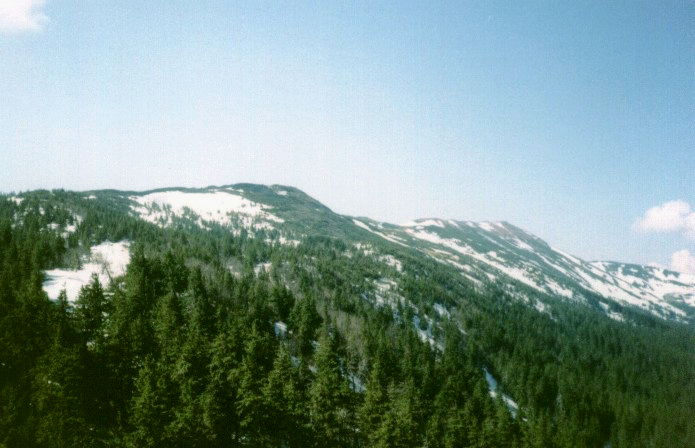
De piek in de lente, mei 2000
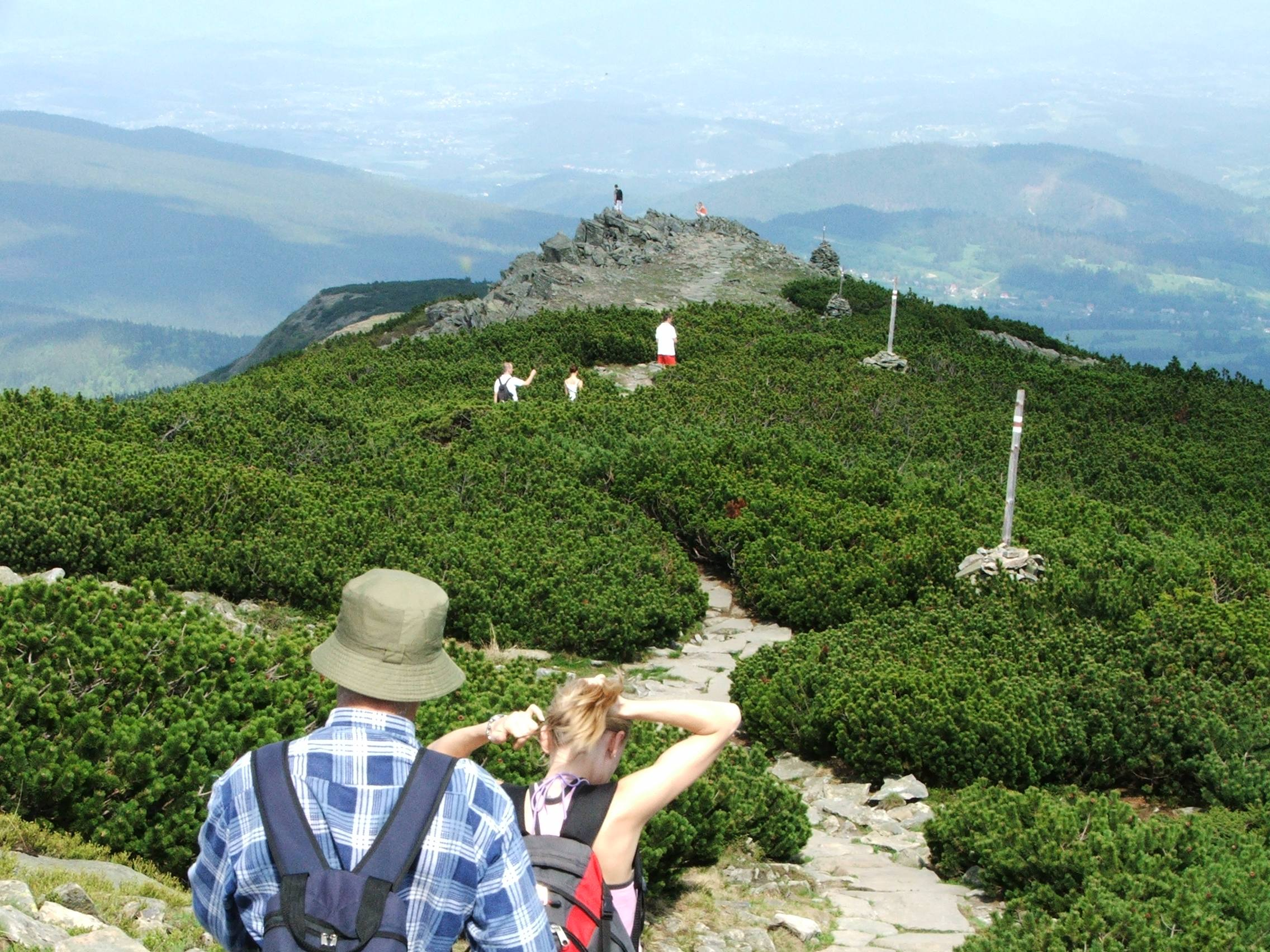
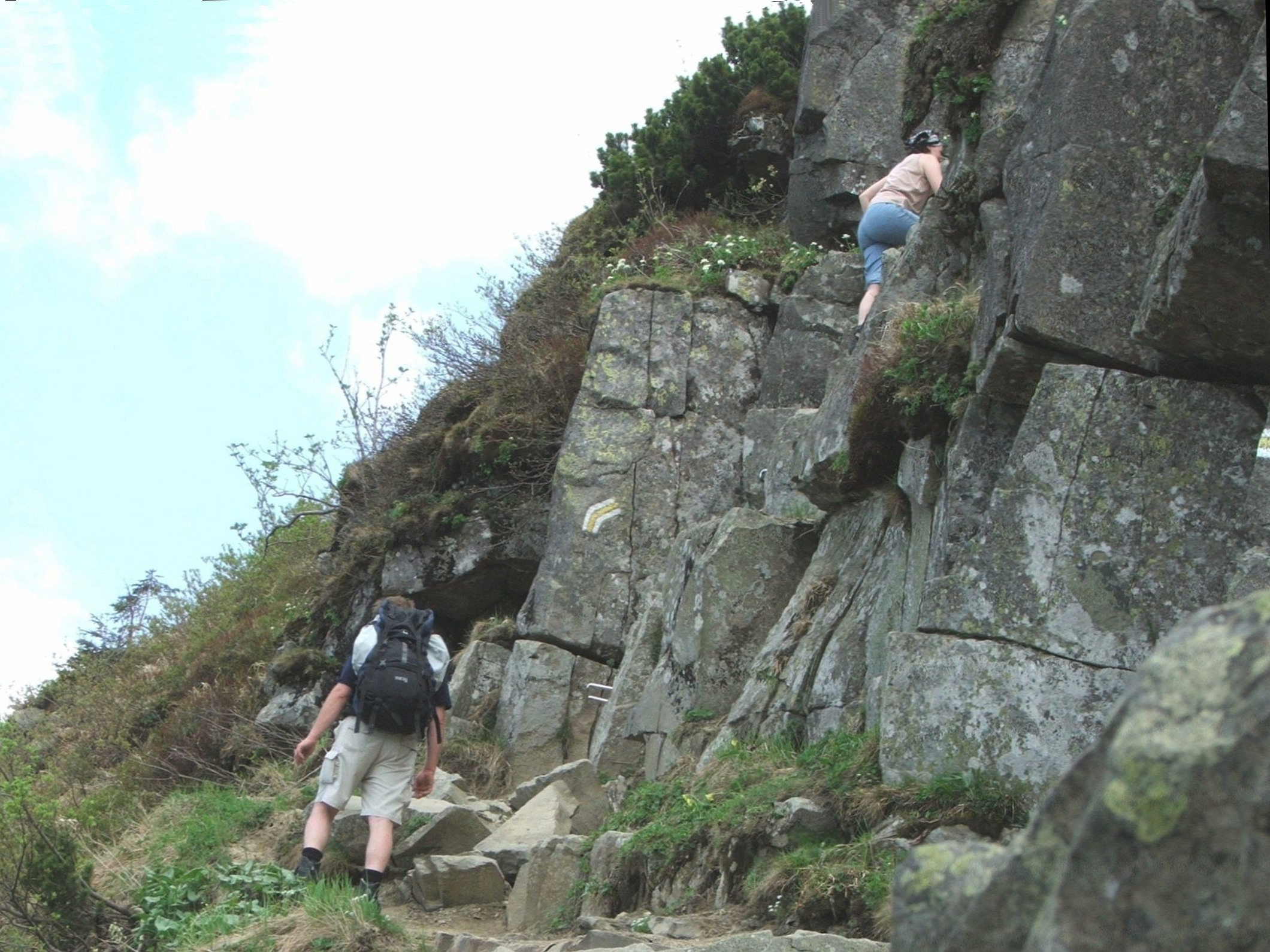
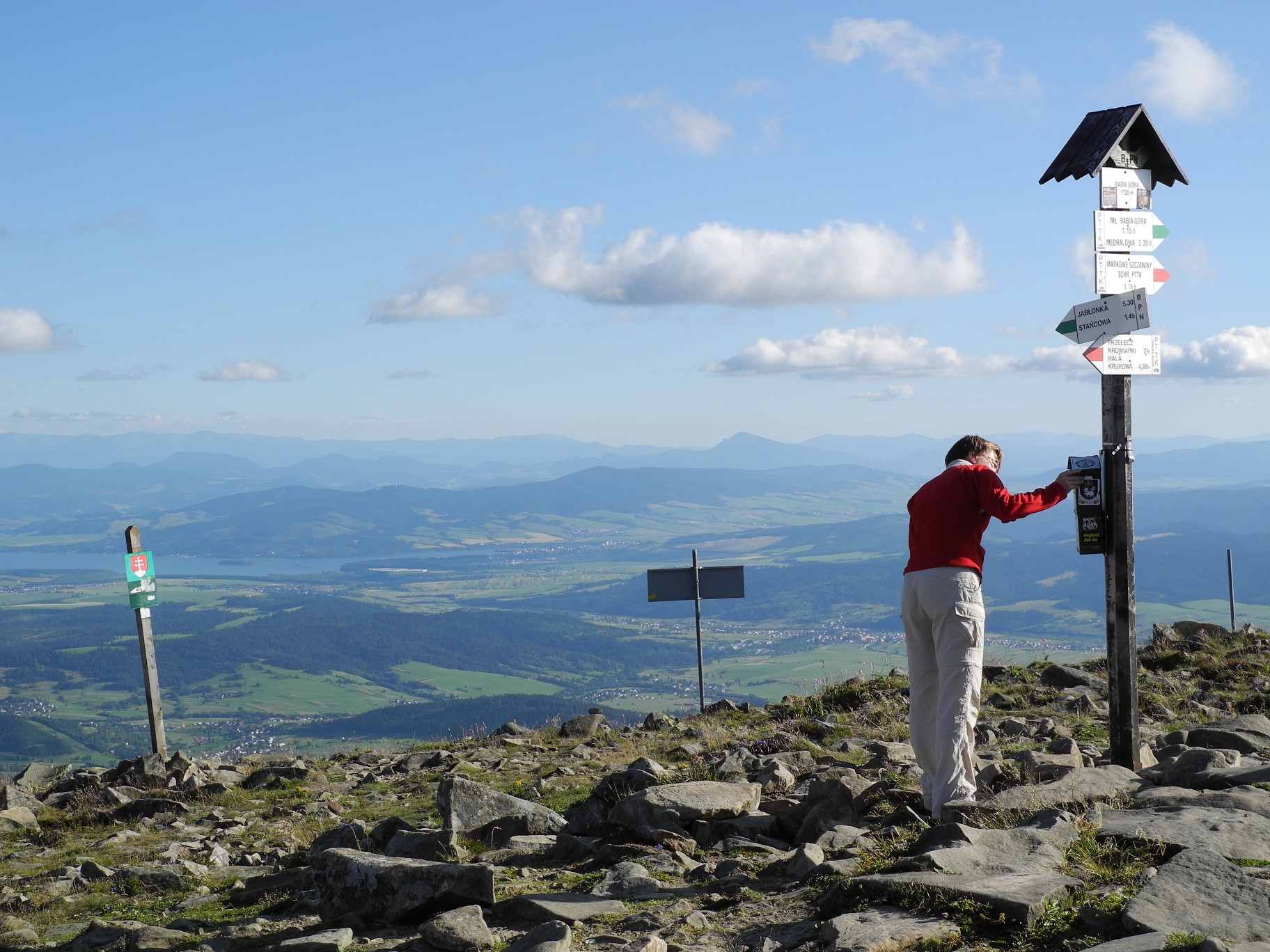
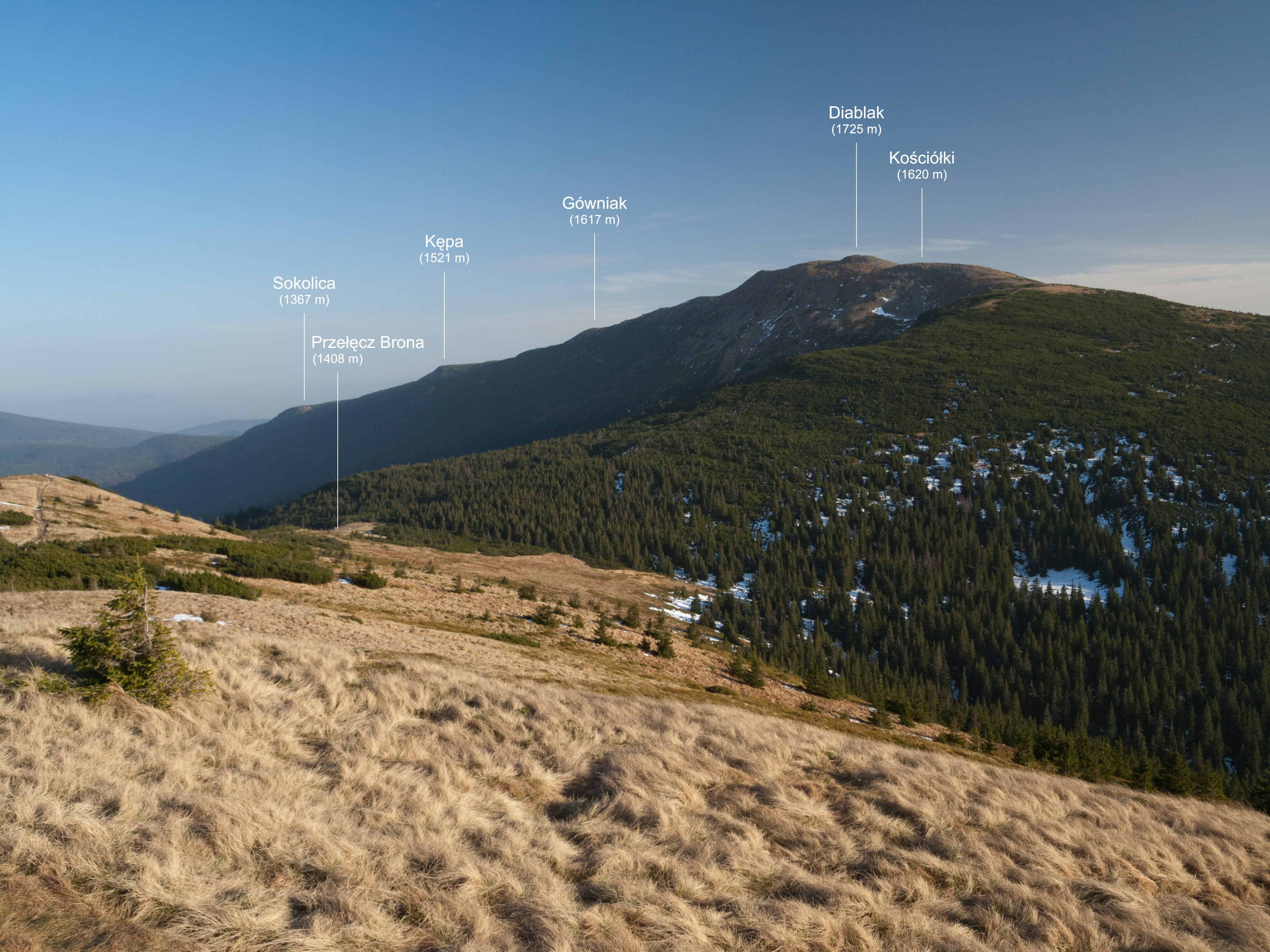
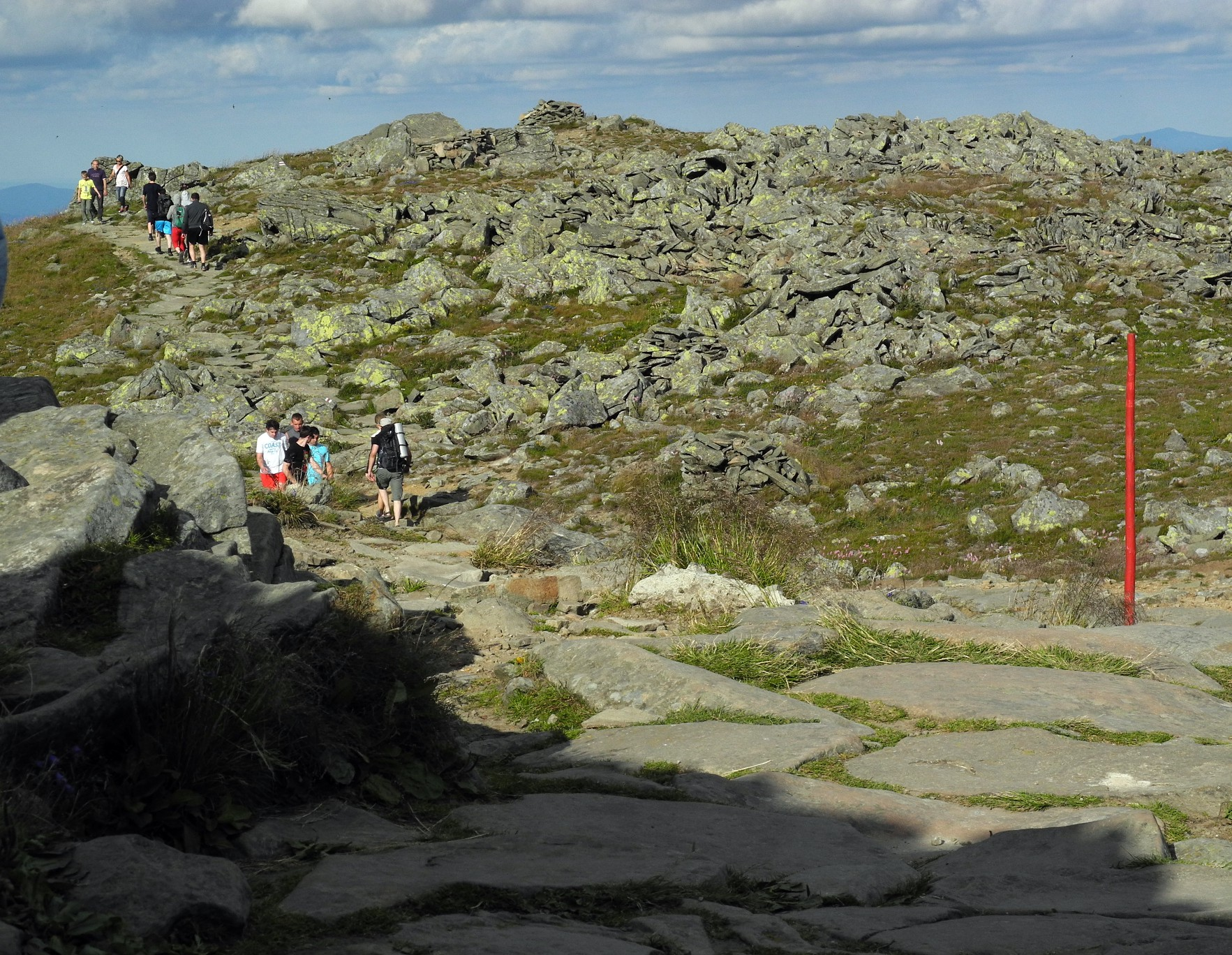
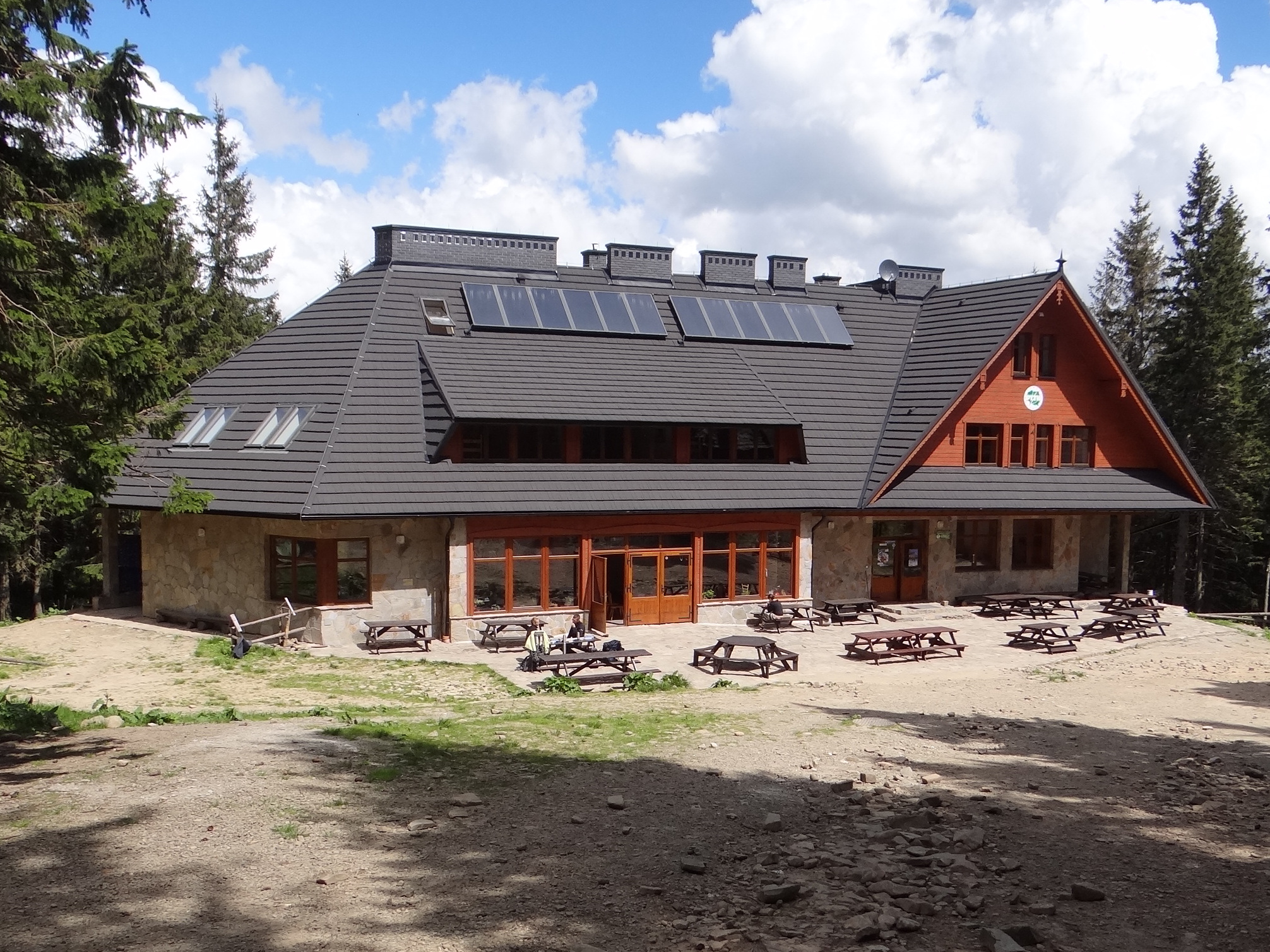
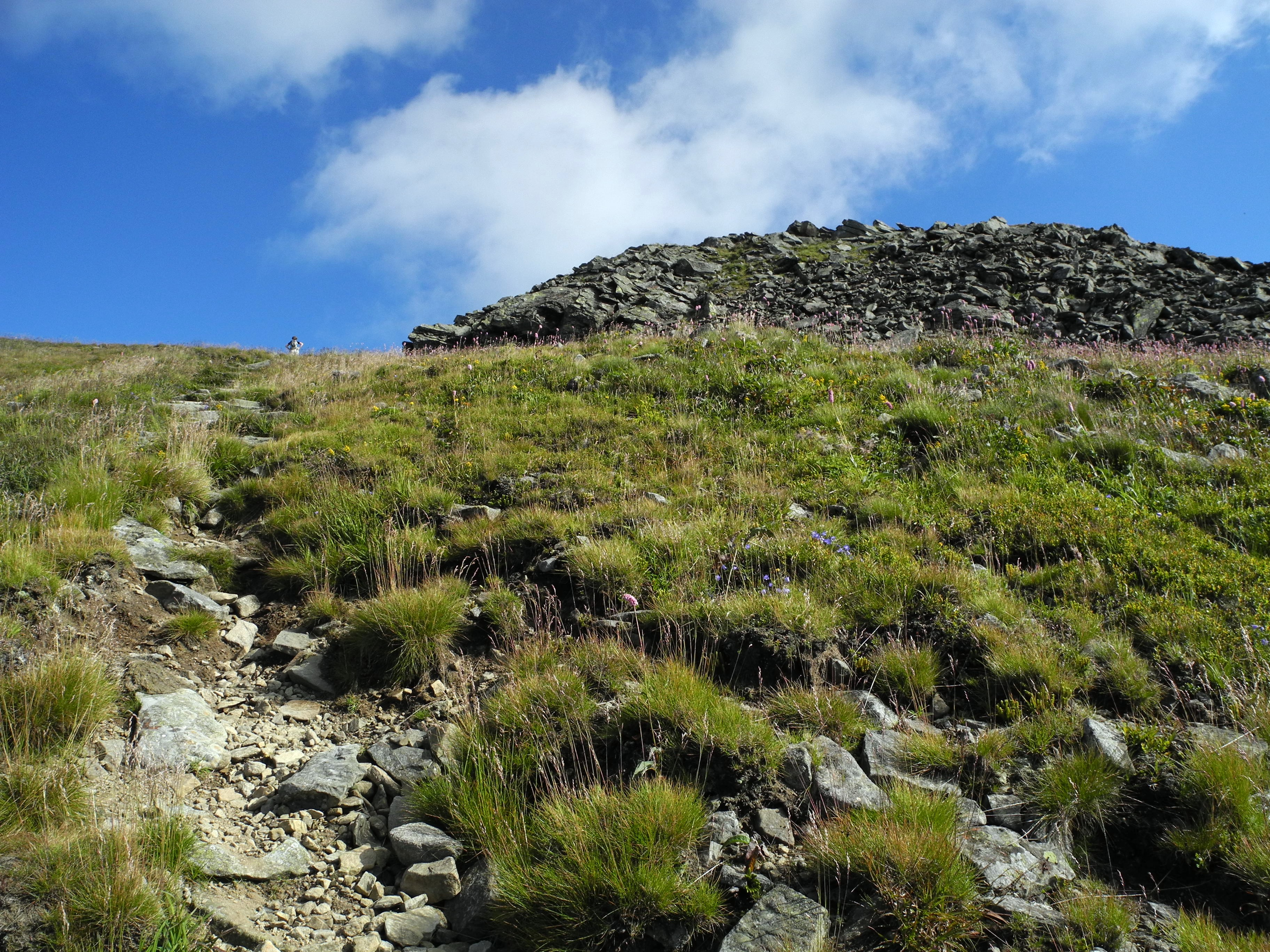

Babia Góra · 
Białowieża · 
Biebrza · 
Bieszczady · 
Bory Tucholskie · 
Drawa · 
Gorce · 
Gór Stołowych · 
Kampinos · 
Karkonosze · 
Magura · 
Narew · 
Ojców · 
Pieniny · 
Poleski · 
Roztocze · 
Słowiński · 
Świętokrzyski · 
Tatra · 
Wartamonding · 
Wielkopolska · 
Wigry · 
Wolin